# 第開特 (密西西比州)
第開特（英語：Decatur）是一個位於美國密西西比州牛頓縣的城鎮。根據2010年美國人口普查，該地共人口1,841人，而該地的面積約為2.70平方千米。同時該地也是牛頓縣的縣治。

## 地理
第開特的座標為32°26′22″N 89°06′43″W / 32.43944°N 89.11194°W，而該地的平均海拔高度為131米（即430英尺）。